# Landschaftsschutzpark Kozubów

Emblem des Parks

Der Landschaftsschutzpark Kozubów (Kozubowski Park Krajobrazowy) ist ein im Jahr 1986 eingerichtetes Naturschutzgebiet in Polen, das der Kategorie Landschaftsschutzpark zugeordnet ist. Es handelt sich um den kleinsten der drei Landschaftsparks Ponidzie. Der Park liegt im Powiat Kazimierski in der Gemeinde Czarnocin sowie im Powiat Pińczowski in den Gemeinden Pińczów, Działoszyce, Michałów und Złota in der Woiwodschaft Heiligkreuz im mittleren Südpolen. Er hat eine Fläche von 66,13 km² sowie eine Pufferzone von 60,36 km². Im Park liegen zwei Naturreservate (Polana Polichno und Wroni Dół). Der Park zeichnet sich durch seine Flora aus (u. a. Frühlings-Adonisröschen, Gelber Lein, Zweiblättrige Waldhyazinthe, Frauenschuh).